# Amanda Hoppe-Seyler
Amanda Hoppe-Seyler (* 22. März 1819 in Freyburg (Unstrut); † 1900) war eine deutsche Schriftstellerin, die im 19. Jahrhundert unter dem Pseudonym Tante Amanda publizierte.

## Leben
Hoppe wurde  als Waise von ihrem Schwager G. Seyler adoptiert. Sie war die Schwester des Arztes und Chemikers Felix Hoppe-Seyler.
Hoppe war Schriftstellerin und wurde zwischen 1844 und 1845 zur Lehrerin ausgebildet. Später wurde sie die Vorsteherin einer höheren Töchterschule in Greifswald. Um 1898 lebte sie in Dresden. Nach 1850 veröffentlicht Amanda Hoppe-Seyler fast ausschließlich unter ihrem Pseudonym Tante Amanda. Neben einigen Kinderschriften veröffentlicht sie weitere Erzählungen für Kinder und Jugendliche und auch mehrere Schriften für Erwachsene. Zusätzlich arbeitete sie an Thekla von Gumperts Mädchenzeitschriften mit.

## Werk

### Eine Kätzchengeschichte

#### Inhalt
In der Erzählung „Eine Kätzchengeschichte“ von Amanda Hoppe-Seyler geht es um ein Kätzchen, das beim Naschen der Milch ein Töpfchen zerbrochen hat und daraufhin zur Strafe das zu Hause verlassen muss.
Die Geschichte spielt in Freiburg. Die Katzen wohnen in einem Haus mit vier Kindern und der Muhme Elsbeth, die den Kindern gerne Geschichten vorliest. Die Tante der Kinder mag die Kätzchen der Frau Mietzekatze nicht, weil die kleinen Katzen zu viel Unruhe im Haus stiften. Als eines der Kätzchen, das Weiße, heimlich Milch nascht und dabei auch noch den Topf, in dem sich die Milch befindet, zerbricht, sieht Elsbeth die passende Gelegenheit gekommen, das Kätzchen loszuwerden. Es soll in der Unstrut, einem Thüringer Fluss, ertränkt werden. Als die Mutter der Kätzchen erfährt, was mit ihrem Kind geschehen soll, rät sie dem Kätzchen wegzulaufen und sich ein neues Zuhause zu suchen.
Nachdem sich das Kätzchen bei einer netten Frau bedankt hat, die ihm wenigstens etwas Nahrung zur Verfügung gestellt hat, legt es sich auf einem Baum schlafen. Nachts träumt es von einem Königreich, in dem Mäuse in Gefangenschaft gehalten werden. Mit einem schönen, schwarzen Kater zusammen beherrscht es das Königreich. Als das Kätzchen erwacht und bemerkt, dass es nur geträumt hat, macht es sich wieder auf den Weg, um nach einer neuen Bleibe zu suchen. Es gelangt zu einem Schloss, wo es von der Herrin des Schlosses, einer Prinzessin, aufgenommen wird. Das Kätzchen wird von der Prinzessin Miss Kätzchen genannt. Miss Kätzchen dient seiner Herrin gut und die Prinzessin ist sehr zufrieden mit ihr und genießt die Anwesenheit des Kätzchens.
Nachdem das Kätzchen einen Kater kennengelernt hat, wird die Hochzeit der beiden im ganzen Land verkündet.
Am Ende der Geschichte wird beschrieben, dass heutzutage die Prinzessin, der Prinz, Miss Kätzchen und ihr Gemahl, nicht mehr in dem Schloss leben. Doch die Urenkel von Miss Kätzchen wohnen noch im Schloss und ihre Ururenkelin, eine Katze mit dem schönem weißen Fell und ein Herr Kater sind die Herrscher über alle Katzen und Mäuse.

### Einordnung
Neben der Kätzchengeschichte, welche eine Geschichte für kleine Kinder ist, veröffentlichte Amanda Hoppe-Seyler noch weitere Tiergeschichten, unter anderem Die Geschichte vom klugen Mäuslein. Ebenso an kleine Kinder richtet sich das Lesebuch Der kleine Frieder, welches Kindererzählungen und Märchen beinhaltet, welche teilweise in Prosa verfasst und teilweise gereimt sind. Die Tiergeschichten sind repräsentativ für die Epoche der Romantik, da sie vom realistischen Erzählen in die Märchenwelt hinübergleiten. 
Für ein jugendliches weibliches Publikum schrieb Amanda Hoppe-Seyler das Buch Maria von Schwaben. Historisch-romantische Erzählung aus dem 13. Jahrhundert.

## Literarische Werke

### Kinder- und Jugendliteratur
- Eine Kätzchengeschichte (1846)
- Der kleiner Frieder (1847)
- Vöglein Rot und Vöglein Blau (1848)
- Die Geschichte vom klugen Mäuslein (1849)
- Eine Häschengeschichte (2. Auflage um 1850)
- Maria von Schwaben. Historisch-romantische Erzählung aus dem 13. Jahrhundert, ihrer Pathe Maria gewidmet (1850)
- Friedrich der Weise, Kurfürst von Sachsen. Ein Characterbild aus dem Volke für das Volk. Koelling, Wittenberg 1871. (Digitalisat)[4]